# Гобернадор-Грегорес
Гобернадор-Грегорес (исп. Gobernador Gregores) — город и муниципалитет в департаменте Рио-Чико провинции Санта-Крус (Аргентина), административный центр департамента.

## История
Населённый пункт основан в 1871 году, изначально назывался «Каньядон-Леон». В 1921 году стал местом казни участников «Бунта в Патагонии».
Впоследствии был переименован в честь Хуана Мануэля Грегореса, который был губернатором Национальной территории Санта-Крус в 1932—1945 годах.